# السلطانة (مسلسل)
السلطانة هو مسلسل تلفزيوني سعودي عرض في سنة 2013. المسلسل من إخراج ماجد الربيعان وتأليف «علي الشهري»، وشارك في المسلسل قرابة 130 من الفنانين المشهورين والجدد.

## القصة
تدور أحداث حول شخصية «سلطانة» (ليلى السلمان) وهي امرأة فقيرة تعمل بشركة لدى أحد الأثرياء الذي عطفَ عليها ووظفها عنده. تتزوج سلطانة لاحقاً من الرجل الثري وتستولي على أمواله، لتصبح بعد ذلك من إحدى كبار سيدات الأعمال وتملك العديد من الشركات والأنشطة التجارية داخل وخارج السعودية. أحداث المسلسل تتوالى بين مشاكل أقربائها، ومنافسات رجال الأعمال الآخرين، وتمرد أبناءها في إطار درامي بوليسي.

## التصوير والانتقاد
صور المسلسل في العديد من المدن كمدينة الرياض، ومدينة بيروت، ومدينة باريس، ومدينة دبي،، ومدينة روما، ومدينة لندن. شارك عددٌ كبيرٌ من الممثلين في تصوير المسلسل والذي استمر تصويره لأكثر من سنة ونصف، إلا أنه واجه العديد من الانتقادات بسبب الأخطاء في كتابة الشيكات، أو الإساءة للمجتمع بالحفلات المختلطة.
دافع المنتج خالد الراجح عن العمل وقال: «القناة التي يعرض فيها المسلسل سعيدة بالنجاح الذي حققه في حلقاته الأولى، ولهذا أقامت قبل أيام حفلة لنجومه في مدينة دبي، وطلب مني مسؤولو القناة إنتاج جزء ثانٍ، لكننا لم نتفق بعد». بينما قال المؤلف علي الشهري: «في حال وجود أخطاء بالصورة، فأنا لا أتحملها. إذ أعطيت الراجح قصة كاملة من ناحية السيناريو والحوار والشخصيات، وربما يكون هناك تعديل أضرّ بالنص، وفي هذه الحال لا علاقة لي بذلك الخطأ».

## الممثلون والممثلات
- ليلى السلمان.[6]
- أحمد الصالح.[6]
- علي السبع.[6]
- أميرة محمد.[6]
- شيماء سبت.[6]
- شيلاء سبت.[6]
- بدر آل زيدان.[6]
- أمينة القفاص.[6]
- إبراهيم الحربي.[7]
- بدرية أحمد.[7]
- محمد المفرح.[7]
- نورة الفيصل.[7]
- أبرار سبت.[3]
- جوانا كريم.[3]
- شعيفان محمد.[3]
- تركي السليمان.[3]
- أغادير السعيد.[2]
- زارا البلوشي.[3]
- شيهانة.[1]
- مونيا.[3]
- منار العلي.[3]
- عبد العزيز العويد.[3]
- محمد الحجي.[2]
- جعفر الغريب.[2]
- شيخة زويد.[2]
- سارة الجابر.[2]
- فاطمة عبد الرحيم.[4]
- ماجد الموسى.[1]
- سعد آل زرعة.[1]
- جويل مردينيان.[1]
- فاطمة عبد الرحيم.[1]
- أحمد مجرشي.[1]